# Thymus migricus
Thymus migricus — вид рослин родини глухокропивові (Lamiaceae), поширений у сх. Туреччині, Ірані, Азербайджані, Вірменії.

## Опис
Це багаторічна рослина висотою 25 см. Листки від овальної до яйцеподібної форми. Квіти від рожевого до рожево-білого кольору. Рослина сильно розгалужена, базальні частини деревні. Квіткові стебла ± стрункі, часто розгалужені апікально, волосисті. Листки 6.5–10(13) × 3–4.5(6) мм включно з 1–2(2.5) мм черешками, всі приблизно однакові, від трикутно-яйцюватих до яйцювато-ланцетних з майже паралельними сторонами, від тупих до підгострих на верхівці, і, масляні крапки численні, червонуваті, жили, як правило, не або слабко виражені. Прилистки листоподібні, зелені. Чашечка 3–4 мм. Віночок 5–6 мм.

## Поширення
Поширений у сх. Туреччині, Ірані, Азербайджані, Вірменії.
Населяє сухі гірські схили.